# Frome (rzeka w Dorset)
Frome (ang. River Frome) – rzeka w południowo-zachodniej Anglii, w hrabstwie Dorset. Długość rzeki wynosi 56 km.
Źródło rzeki znajduje się w pobliżu wsi Evershot. Rzeka płynie w kierunku wschodnim, przepływa przez miasto Dorchester, a w końcowym biegu przez Wareham. Uchodzi do zatoki kanału La Manche, Poole Harbour.